# Обилич (Бойник)
Обилич (серб. Обилић) — населённый пункт в общине Бойник Ябланичского округа Сербии.

## Население
Согласно переписи населения 2002 года, в селе проживало 94 человека (88 сербов и 6 черногорцев).
| Численность населения | Численность населения | Численность населения | Численность населения | Численность населения | Численность населения | Численность населения | Численность населения |
| 1948                  | 1953                  | 1961                  | 1971                  | 1981                  | 1991                  | 2002                  | 2011                  |
| --------------------- | --------------------- | --------------------- | --------------------- | --------------------- | --------------------- | --------------------- | --------------------- |
| 255                   | 204                   | 145                   | 153                   | 150                   | 107                   | 94                    | 54                    |

## Религия
Согласно церковно-административному делению Сербской православной церкви, село относится к Бойницкому (Придворицкому) приходу Ябланичского архиерейского наместничества Нишской епархии.